# Rastów
Rastów – wieś na Ukrainie, w obwodzie wołyńskim, w rejonie kowelskim. W 2001 roku liczyła 241 mieszkańców.
W czasie okupacji niemieckiej ukraiński mieszkaniec wsi Petro Tokarski udzielał pomocy Żydom, za co w 2008 roku Instytut Jad Waszem uhonorował go pośmiertnie tytułem Sprawiedliwego wśród Narodów Świata.
Do 2020 w rejonie turzyskim.